# Paul Robichaud
Pour les articles homonymes, voir Robichaud.
Paul Robichaud, né le 6 mai 1964 est un homme politique canadien, député progressiste-conservateur de Lamèque-Shippagan-Miscou à l'Assemblée législative du Nouveau-Brunswick depuis 1999 ainsi que ministre et vice-premier ministre depuis 2010.

## Biographie
Paul Robichaud est né le 6 mai 1964 à Shippagan, au Nouveau-Brunswick. Il a fréquenté les écoles de sa ville natale avant d'entrer au campus local de l'Université de Moncton.
Paul Robichaud est membre du Parti progressiste-conservateur du Nouveau-Brunswick et il est impliqué dans la politique provinciale depuis 1985. Il a été l'adjoint spécial d'un ancien ministre provincial des Pêches et chef de cabinet du ministre de l'Habitation de 1985 à 1987. Au niveau fédéral, il a été chef de cabinet du ministre de l'Emploi et de l'Immigration de 1991 à 1993, où il était chargé des dossiers liés au Nouveau-Brunswick. Il a ensuite été directeur de l'organisation pour le parti jusqu'en 1999.
Il est élu à la 54e législature pour représenter la circonscription de Lamèque-Shippagan-Miscou à l'Assemblée législative du Nouveau-Brunswick le 7 juin 1999, lors de la 54e élection générale. Il est assermenté un Conseil exécutif le 21 juin de la même année et nommé ministre de l'Agriculture, des Pêches et de l'Aquaculture dans le gouvernement de Bernard Lord. Le 11 octobre 2001, il devient ministre du Tourisme et des Parcs et ministre responsable de la Francophonie.
Paul Robichaud est réélu à la 55e législature le 9 juin 2003, lors de la 55e élection générale. Il est nommé ministre des Transports le 27 juin. Il est aussi leader parlementaire adjoint du gouvernement à l'Assemblée législative.
Il est réélu à la 56e législature le 18 septembre 2006, lors de la 56e élection générale. Il est actuellement le leader parlementaire de l'Opposition officielle et il siège au Comité permanent de la procédure, en plus d'être porte-parole en matière d'énergie, d'Énergie NB, de la Commission de l'énergie et des services publics du Nouveau-Brunswick, du commissariat aux langues officielles, de l'Assemblée législative et des dossiers de la Francophonie.
Il est réélu à la 57e législature le 27 septembre 2010, lors de la 57e élection générale. Il est assermenté le 12 octobre 2010 aux postes de vice-premier ministre du Nouveau-Brunswick et de ministre du Développement économique du Nouveau-Brunswick dans le gouvernement David Alward.
Son épouse se nomme Nathalie et le couple a un fils, Alexandre.